# Stazione di Prezza
Stazione di Prezza vasútállomás Olaszországban, Prezza településen.

## Vasútvonalak
Az állomást az alábbi vasútvonalak érintik:
- Róma–Sulmona–Pescara-vasútvonal

## Kapcsolódó állomások
A vasútállomáshoz az alábbi állomások vannak a legközelebb:
- Stazione di Anversa-Villalago-Scanno
- Stazione di Goriano Sicoli